# James A. Frear

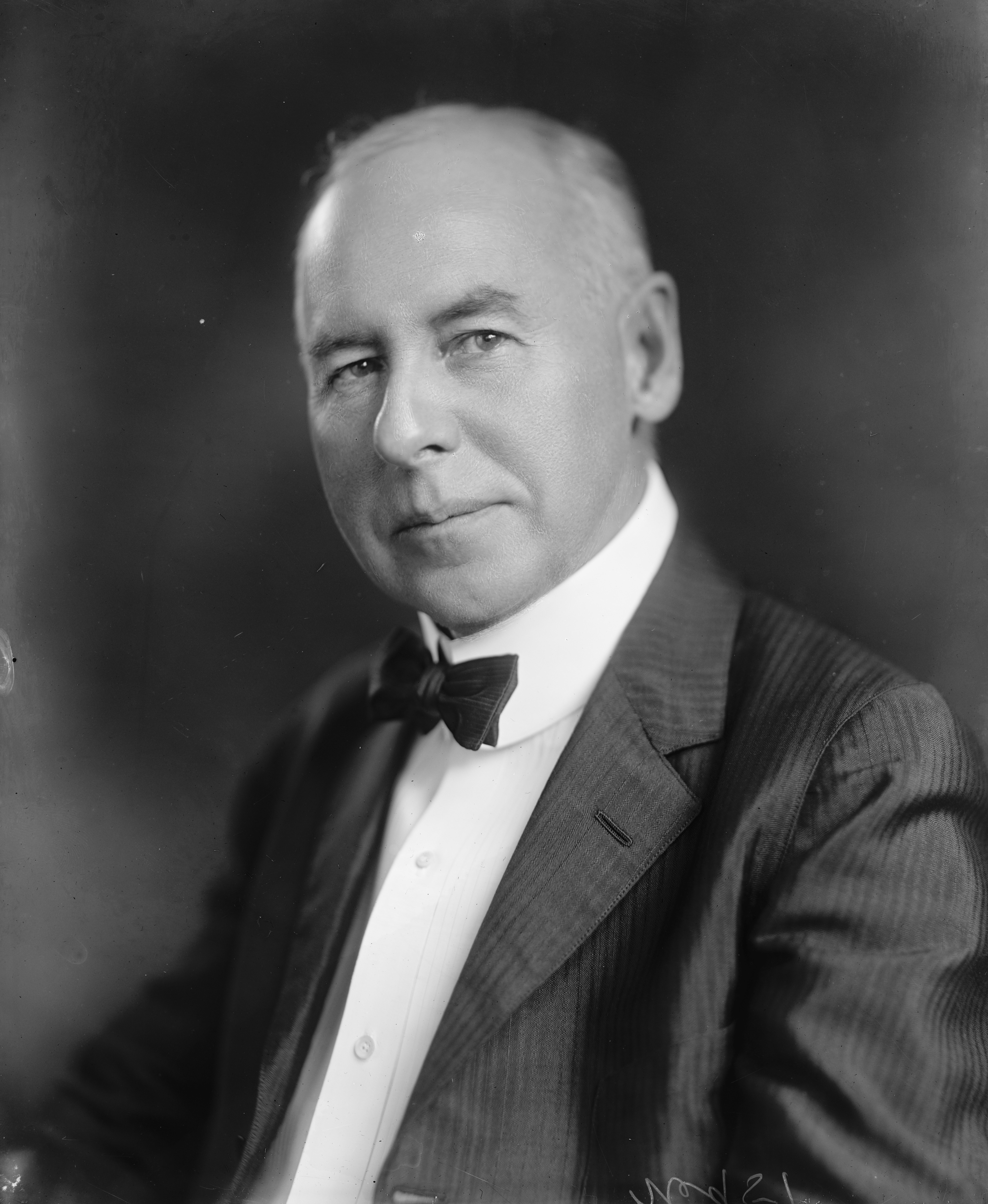
James A. Frear

James Archibald Frear (* 24. Oktober 1861 in Hudson, Wisconsin; † 28. Mai 1939 in Washington, D.C.) war ein US-amerikanischer Politiker. Zwischen 1913 und 1935 vertrat er den Bundesstaat Wisconsin im US-Repräsentantenhaus.

## Werdegang
James Frear besuchte die öffentlichen Schulen seiner Heimat und danach bis 1878 die Lawrence University in Appleton. Im Jahr 1879 zog er mit seinen Eltern in die Bundeshauptstadt Washington. Zwischen 1879 und 1884 war Frear Soldat der US Army. Dabei war er im Nachrichtendienst (Signal service) eingesetzt. Nach einem Jurastudium an der National Law University in Washington und seiner im Jahr 1884 erfolgten Zulassung als Rechtsanwalt begann er in Hudson in seinem neuen Beruf zu arbeiten. In den Jahren 1894 und 1895 war er juristischer Vertreter dieser Stadt. Außerdem gehörte Frear elf Jahre lang der Nationalgarde von Wisconsin an, in der er es bis zum Oberst brachte. Zwischen 1896 und 1901 war er Bezirksstaatsanwalt im St. Croix County. Politisch war Frear Mitglied der Republikanischen Partei. Im Jahr 1903 wurde er in die Wisconsin State Assembly gewählt. 1905 saß er im Staatssenat. Zwischen 1907 und 1913 war Frear als Secretary of State der geschäftsführende Beamte der Staatsregierung.
Bei den Kongresswahlen des Jahres 1912 wurde Frear im zehnten Wahlbezirk von Wisconsin in das US-Repräsentantenhaus in Washington gewählt, wo er am 4. März 1913 die Nachfolge von Elmer A. Morse antrat. Nach zehn Wiederwahlen konnte er bis zum 3. Januar 1935 elf zusammenhängende Legislaturperioden im Kongress absolvieren. Zwischen 1933 und 1935 vertrat er als Nachfolger von George J. Schneider den neunten Distrikt seines Heimatstaates. Während seiner 22 Jahre als Kongressabgeordneter wurden dort die Verfassungszusätze 16 bis 21 verabschiedet. In diese Zeit fiel auch der Erste Weltkrieg. Seit 1929 prägte die Weltwirtschaftskrise auch die Arbeit des US-Repräsentantenhauses. Ab 1933 wurden dort die ersten New-Deal-Gesetze der neuen Bundesregierung unter Präsident Franklin D. Roosevelt beraten und verabschiedet.
1934 verzichtete James Frear auf eine erneute Kandidatur. In den folgenden Jahren arbeitete er als Anwalt in der Bundeshauptstadt. Dort ist er am 28. Mai 1939 auch verstorben. Er wurde auf dem Nationalfriedhof Arlington beigesetzt.